# غوستافو مارمينتيني
غوستافو مارمينتيني ((بالإنجليزية: Gustavo Marmentini)؛ مواليد 8 مارس 1994) لاعب كرة قدم برازيلي يجيد اللعب في مركز الوسط لعب سابقاً مع نادي اتحاد كلباء .

## روابط خارجية
- غوستافو مارمينتيني على موقع قاعدة بيانات كرة القدم.إي يو (الإنجليزية)
- غوستافو مارمينتيني على موقع Soccerway.com (الإنجليزية)

غوستافو مارمينتيني